# María Teresa Antoñanzas
María Teresa «Mariate» Antoñanzas Garro (Calahorra, 8 de octubre de 1979) es una política española militante en el Partido Popular de La Rioja que se ha desempeñado como concejal en el Ayuntamiento de Calahorra entre 2007 y 2015, senadora por La Rioja de 2015 a 2019 y desde 2023 es diputada en el Parlamento de La Rioja.

## Biografía
María Teresa Antoñanzas nació el 8 de octubre de 1979 en Calahorra, entonces provincia de Logroño en la España de la Transición.
Como militante del PP riojano, se presentó en la candidatura local del PP para las elecciones municipales de 2007 en su localidad natal. El PP ganó los comicios por mayoría absoluta, llevándose 11 de los 19 concejales elegibles. Antoñanzas fue una concejal del pleno presidido por Javier Pagola.
En las municipales de 2011 repitió formular, volviendo a ganar el PP riojano en Calahorra con una mayoría absoluta de 12 de los 21 concejales que compusieron el Ayuntamiento de Calahorra en 2011.
En 2015, año en que en las municipales de Calahorra serían encabezadas por Luis Martínez-Portillo en sustitución de Pagola, María Teresa Antoñanzas volvería a estar en la lista popular y consiguió por tercera vez su concejalía en el consistorio. Sin embargo, poco después de comenzar el periodo legislativo municipal, Antoñanzas renunció a su cargo como concejala al ser nombrada directora general de Deportes del Gobierno de La Rioja el 21 de julio de 2015.
A finales del año, María Teresa Antoñanzas fue candidata a senadora en las elecciones generales del 20 de diciembre de 2015, siendo electa por la circunscripción electoral de La Rioja. Antes de la toma de posesión como senadora el 13 de enero de 2016, Antoñanzas solicitó su renuncia como directora general de Deporte y del Instituto Riojano de la Juventud, si bien estos cargos no eran incompatibles con el de senadora.
Debido a que no se pudo formar gobierno, la XI legislatura de España acabó abruptamente el mismo 2016, por lo que se convocaron nuevas elecciones generales para el 26 de junio, en las que Antoñanzas volvió a ser candidata a senadora por La Rioja y volvió a ser electa para la XII legislatura.
Para las elecciones al Parlamento de La Rioja de 2023, María Teresa Antoñanzas acudió en la candidatura del PP riojano ocupando el 7.º lugar. Con los 17 escaños ganados por el PP en los comicios, Antoñanzas se convirtió en diputada de la XI legislatura del Parlamento de La Rioja tras la toma de posesión del escaño el 22 de junio de 2023.